# Ron Zwerver
Ronald Ferdinand "Ron" Zwerver (Amsterdã, 6 de junho de 1967) é um ex-jogador de voleibol neerlandês que participou de três edições de Jogos Olímpicos. Duas vezes medalhista olímpico e membro do Hall da Fama Internacional do Voleibol,  Ron é considerado o  melhor jogador de voleibol holandês de todos os tempos. Jogou em 463 partidas pela Seleção Holandesa.

## Carreira
Zwerver começou a praticar esportes aos sete anos de idade. Já como jogador de voleibol começou no  Martinus Amstelveen
na temporada1983/84 onde permaneceu até a temporada 1991/92 quando se transferiu para o Sisley Treviso, na Itália, com um magnífico contrato, onde continuou sua marcha triunfal. Com sua equipe, ele conquistou títulos nacionais e campeonatos europeus de clubes, além de seis temporadas na Itália e uma na Bélgica, ele se aposentou em 1999.

### Bankras
Em dezembro de 1983, Arie Selinger , então técnica da seleção feminina americana que iria aos Jogos de Los Angeles , deu uma palestra no Crest Hotel, em Amsterdã. Selinger mostrou uma visão deslumbrante de técnica, vitória, ambição. Todo o mundo do vôlei holandês estabelecido e emergente estava presente e teria consequências. Em 8 de novembro de 1985 , Selinger ingressou na Associação Holandesa de Voleibol para embarcar em um plano ambicioso: uma medalha em 1992. Assim,  ainda, em maio de 1987, nasceu o modelo Bankras: os atletas da seleção nacional não joga mais em competições locais por clubes, mas treina exclusivamente para jogos internacionais, no pavilhão esportivo Bankras em Amstelveen, tendo como objetivo as Olímpiadas de Barcelona, 1992.
Zwerver fez parte do grupos de jogadores conhecidos como "Bankras", que passaram a se dedicar exclusivamente a seleção neerlandesa após os Jogos Olímpicos de 1988. A estratégia deu resultado e os Países Baixos alcançaram a final dos Jogos Olímpicos de Barcelona, em 1992, passando pelas tradicionais seleções da Itália e Cuba, mas perdendo para o Brasil na decisão.

### Seul
Zwerver fez sua estreia olímpica nas Olimpíadas de Seul em 1988, onde sua equipe teve uma forte exibição ao terminar em quinto.

### Barcelona
Ron e sua equipe conseguiram um grande desempenho ganhando a medalha de prata nas Olimpíadas de Barcelona em 1992 ao perderem a final para o Brasil.
Após ser eleito o melhor jogador em Barcelona, foi contratado pelo clube italiano Treviso, onde conquistou três títulos nacionais e um europeu.

### Atlanta
Ele então ajudou a levar sua equipe à cobiçada medalha de ouro nos Jogos Olímpicos de 1996 em Atlanta ao derrotar a rival de longa data, a Itália, com uma notável vitória por 3 sets a 2 na final das Olimpíadas de 1996 parciais (15-12, 9-15, 16-14, 9 -15, 17-15), marcando o ponto que decretou a vitória de sua seleção. Em 1996, ele também ajudou a levar a Holanda ao título da Liga Mundial de Voleibol em Rotterdam, pouco antes dos Jogos de Atlanta.
Após se retirar da carreira profissional, passou a trabalhar como treinador, sendo assistente técnico dos Países Baixos entre 2006 e 2007. Atualmente comanda o clube HvA Volleybal, na sua cidade natal. Ron gerenciou o primeiro time masculino no Omniworld Almere, VC Nesselande e mais tarde ele se tornou o técnico nacional assistente do time holandês.
Em 2016, Ron fez uma grande mudança para os EUA. Ele começou uma nova aventura como técnico de vôlei feminino na Oregon State University. Um time de voleibol universitário de alto nível.
Em 2017, Zwerver foi nomeado para o International Volleyball Hall of Fame em Holyoke, Massachusetts.

## Clubes
- Países Baixos Martinus Amstelveen (1983/84 - 1991/92)
- Itália Sisley Volley (1992/93 - 1997/98)
- Bélgica Knack Roeselare (1998/99 - 1998/99)

## Principais títulos
- Jogos Olímpicos de Atlanta 1996
- Liga Mundial

## Premiações individuais
- Melhor Atacante Campeonato Mundial de Voleibol Masculino de 1990
- Melhor atacante da Liga Mundial 1990
- Melhor atacante da Liga Mundial 1991
- Melhor sacador da Melhor atacante da Liga Mundial 1991
- MVP na Jogos Olímpicos de Barcelona 1992
- Melhor sacador dos Jogos Olímpicos de Barcelona 1992
- Melhor sacador do Campeonato Europeu de Voleibol Masculino 1993
- Melhor Atacante Campeonato Mundial de Voleibol Masculino de 1994